# Dolerepidosis sola
Dolerepidosis sola är en tvåvingeart som beskrevs av Fedotova och Vasily S. Sidorenko 2005. Dolerepidosis sola ingår i släktet Dolerepidosis och familjen gallmyggor. Inga underarter finns listade i Catalogue of Life.